# Rafael de Nebot i Font

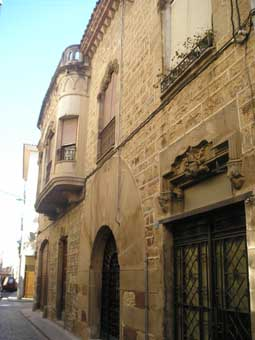
Façana de Cal Gallisà, la casa que fou de la família Nebot.

Rafael Nebot i Font (Riudoms, 1665 - Viena, 6 de setembre de 1733), fou un membre d'una nissaga de militars catalans coneguts per la seva participació en la Guerra de Successió donant suport a l'arxiduc Carles d'Àustria.
Nasqué a Riudoms a la casa que avui és coneguda com a Cal Gallissà, on encara es conserva un escut d'armes de pedra a la façana. Era coronel del Regiment de cavalleria Rafael Nebot, destinat amb l'exèrcit del tinent general José de Salazar al setge de Dénia, que era atacada pels aliats. José de Salazar rebé l'ordre de dur el seu exèrcit, a Barcelona tret del regiment de cavalleria de Nebot i dos esquadrons comandats per Luis de Zúñiga. Nebot es passà a la causa austriacista, posant el seu regiment a favor de la causa austriacista i capturant les tropes de Luis de Zúñiga i participà amb el general Joan Baptista Basset i Ramos en la campanya que suma Xàtiva, Oliva, Gandia i València al bàndol maulet. El 1706 ocupà Utiel, el 1707 feu una incursió al Rosselló i el 1708 participà en la defensa de l'Empordà contra les forces borbòniques.
El 1713 fou nomenat general i participà en els intents desesperats de defensar Tarragona, Barcelona i Cardona. Intentant impedir l'avanç dels borbònics que acabaven de prendre Tarragona, fou derrotat en el Combat de Torredembarra. Posteriorment, s'endinsà cap a l'interior del país en l'Expedició del Braç Militar amb el diputat militar Antoni de Berenguer i de Novell amb uns quatre-cents cavalls i dos o tres-cents miquelets, amb la intenció de desviar l'atenció del Setge de Barcelona i coordinar els esforços amb Manuel Desvalls i de Vergós, el governador del Castell de Cardona., derrotant els francesos l'11 d'agost a la batalla de Caldes, i el 20 d'agost a Vilassar i Teià i posteriorment, amb la immediatesa de la presa de Vic per part de Bracamonte, que Berenguer hagué d'abandonar Manresa. Fou culpat, amb Berenguer, del fracàs de l'expedició i enviat a Viena per ser jutjat per l'emperador.
Perduda la guerra, se li van confiscar totes les propietats i s'exilià a Viena, on arribà a ser tinent general de cavalleria i l'emperador el nomenà comte de Nebot. Morí a Viena el 6 de setembre de 1733.